# Giovanni Tristano (architetto)
Giovanni Tristano (Ferrara, 1515 – Roma, 1575) è stato un architetto e gesuita italiano.
Fu uno degli architetti più importanti nell'imponente attività edificatoria della compagnia di Gesù nella seconda metà del XVI secolo.

## Biografia
Appartenne a una famiglia di capomastri e dovette ricevere la prima formazione direttamente in cantiere anche mancano notizie sulla prima parte della vita. 
Tra il 1544 e il 1548 risultano le prime tracce della sua attività a Ferrara insieme al fratello Lorenzo.
Entrò nell'ordine dei Gesuiti nel 1555 a seguito della prematura scomparsa della moglie e del figlio e sulle orme del fratello. Doveva già godere di una discreta fama di costruttore se, inviato dall'ordine a Roma, cominciò subito a prestare la propria attività a servizio della Compagnia, occupandosi nei vent’anni successivi, di vari cantieri e supervisionando i progetti che giungevano dalle province. Fu infatti il primo a ricoprire (dal 1558 fino alla morte) il ruolo di «consiliarius aedificiorum» all'interno dell'ordine. 
Diventò così il principale  architetto nella prima stagione edilizia e di espansione territoriale gesuitica e il primo interprete di uno stile peculiare voluto dalla compagnia, fatto di sobrietà e solidità e di specifiche tipologie messe a punto per le esigenze dei gesuiti.
La sua attività progettuale si ampliò a tutta la penisola. Visitò di persona la maggior parte dei siti dei progetti, ma soltanto in pochi casi potette sovrintendere all’avvio della costruzione salvo qualche visita periodica. Produsse anche progetti a distanza, basandosi su sommari rilievi, come ad esempio, quello del collegio e chiesa di Dillingen in Germania.
Nel 1558-1559 fu a Napoli (chiesa del Gesù e collegio di Nola).
Tra il 1563 e il 1565 risiedette in Sicilia dove si occupò di diverse sedi dell'ordine a Messina, Bivona, Caltabellotta, Siracusa, Catania e soprattutto per la chiesa del Gesù e collegio (casa professa) di Palermo.
Tra il 1560 e il 1570 fu diverse volte a Perugia (collegio, chiesa del Gesù, palazzo vescovile).

## Opere
- Progetto della chiesa di Casa Professa a Palermo